# Antoni Aguilella i Palasí
Antoni Aguilella i Palasí (1956, Onda, La Plana Baixa) és un botànic valencià.
És professor titular de botànica al Departament de Biologia Vegetal de la Universitat de València. Va ser director del Jardí botànic d'aquesta Universitat entre 2002 i 2010, quan fou rellevat per Isabel Mateu Andrés. És adscrit com investigador de l'Institut "Cavanilles" de Biodiversitat i Biologia Evolutiva.

## Publicacions
Per a una llista de publicacions més extensa, vegeu «Obra de Antoni Aguilella i Palasí» a Dialnet.
- El barranco de la falaguera y el valle de la mosquera. ISSN 1133-3987, Nº. 2007, 2007 (exemplar dedicat a: Scientia y Conocimiento), pp. 276-277
- Recordant Linné i Pau: en l'aniversari del naixement dels dos botànics. A: Revista de difusió de la investigació de la Universitat de València, ISSN 1133-3987, Núm. 54, 2007 (exemplar dedicat a: Les complexes relacions entre ciència i religió), pàg. 3
- La font del Candoig. A: Revista de difusió de la investigació de la Universitat de València, ISSN 1133-3987, Núm. 52, 2007 (Exemplar dedicat a: Endèmics: l'encís de la raresa), pàgs. 154-155
- La selva antrópica de Estubeny. ISSN 1133-3987, Núm. 2006, 2006, pp. 248-250
- El barranc d'Asnar. A: Revista de difusió de la investigació de la Universitat de València, ISSN 1133-3987, Núm. 48, 2006, pp. 128-129
- El barranc de la Falaguera i la Vall de Mosquera. A: Revista de difusió de la investigació de la Universitat de València, ISSN 1133-3987, Núm. 51, 2006, pp. 138-139
- País endins: L'alta muntanya valenciana. En: Revista de difusió de la investigació de la Universitat de València, ISSN 1133-3987, Nº. 44, 2005, pp. 122-123
- El salt del cavall. En: Revista de difusió de la investigació de la Universitat de València, ISSN 1133-3987, Nº. 45, 2005, pp. 122-123
- Bosques, sotos y herbazales: quintaesencia de la ribera. Segundo Ríos Jiménez, Antoni Aguilella. ISSN 1133-3987, Nº. 2004, 2004, pp. 92-101
- Caminos de plata. ISSN 1133-3987, Nº. 2004, 2004, pàgs. 91-92
- Boscos, bardisses i herbassars: quinta essència de la ribera. Antoni Aguilella, Segundo Ríos Ruiz. En: Revista de difusió de la investigació de la Universitat de València, ISSN 1133-3987, Núm. 38, 2003, pp. 40-51
- Mateo Sanz, Gonzalo; Aguilella, Antoni; Mansanet, J. «Novedades florísticas valencianas, IV» (en castellà). Lazaroa, vol. 5, 1983, pàg. 325-327. ISSN: 0210-9778.